# ジャン・レデレ
ジャン・レデレ（Jean Rédélé、1922年5月17日 - 2007年8月10日）は、フランス出身の自動車実業家であり、アルピーヌの創業者として知られる。

## 経歴
レデレの父エミール・レデレは、ルイ・ルノーの下で整備士として働いていた人物で、第一次世界大戦の後は、ディエップで小さな自動車販売店とバス事業を営んでいた。レデレの母マドレーヌ・プリウールは、1920年にエミール・レデレと結婚し、実家が裕福であったことから多額の持参金を持ち込み、エミール・レデレはそれを元手に自身の自動車販売店を拡大し、ディーラー業を始めた。ジャン・レデレが生まれた1922年は、そうした時期だった。

### ルノーディーラー
レデレは高校までの日々をディエップで送った後、1945年11月にパリに出て、HECパリの短期集中コースで学び、1946年10月に経済と商業の学位を得て卒業した。その後、故郷に戻り、家業の自動車ディーラーを受け継いだ。
レデレが学生時代に書いた論文は自動車会社の商業戦略とルノーのディーラー管理をテーマとしたもので、20点満点で16点という優秀な成績を収めた。この論文は当時のルノー経営陣にも回覧され、副総裁であるピエール・ドレフュス（1955年に総裁に就任）の目にも留まって高く評価された。その縁により、ルノーは、父のエミールではなく、レデレに対してディエップにおいてルノー車を販売する権利を与えた。
この時点でレデレは24歳で、フランスにおいて、ルノーの公認ディーラーとしては最年少だった。
レデレは商才を示し、ルノーの主力車種であるルノー・4CVを販売するだけではなく、軍需品の余剰品を入手して売りさばく事業を始め、多くの収益を得た。

### レーシングドライバー

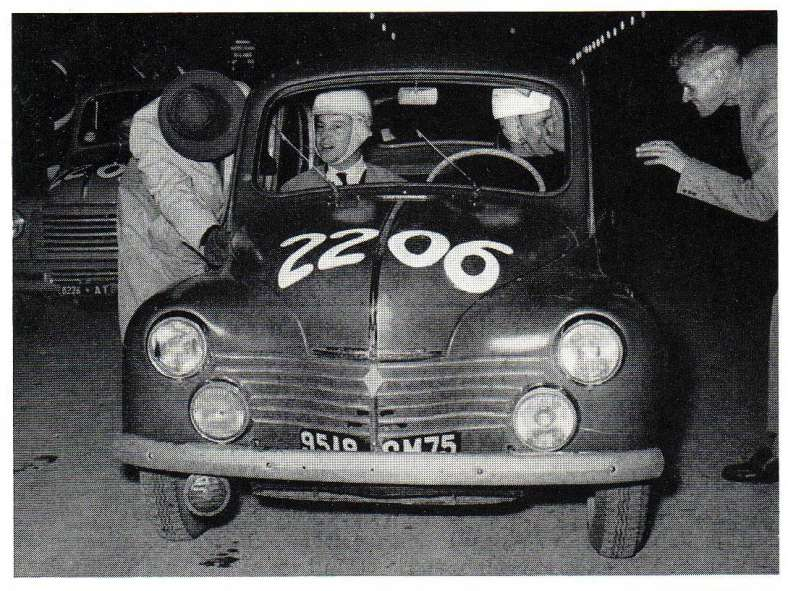
4CV「ルノー・スペシャル」（1954年ミッレミリア）。ステアリングホイールを握っているのがレデレ。

1950年、レデレは、この年に開催されたディエップ・ルーアンラリーに、ルノー・4CVを駆って参戦し、ラリー初参戦で初優勝を遂げた。この結果が認められたことで、レデレはルノーのワークスドライバーとなり、フランス国内の大会や、モンテカルロラリーなどへの参戦を続けた。レデレは750 ccという小排気量の4CV（競技仕様の「4CV 1063」）で参戦したが、これは、フランスの小型車はラリーにおけるポテンシャルが高いと考えたためである。
実際に成績を残したことで、小排気量の車を速く走らせるためには軽量で空気抵抗の少ないボディが効果的であるということについての確信を得た。

### ルノー・スペシャル

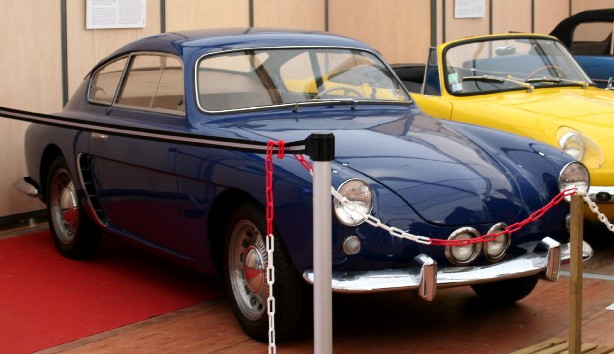
「Le Marquis」（1954年）。アルピーヌ・A106の前身。

レデレは4CVの車体をレース用に調整するとともに、ジョヴァンニ・ミケロッティの工房であるカロッツェリア・アレマーノにアルミニウム製ボディの製造を依頼し、レース仕様の4CVである「ルノー・スペシャル」を開発した。同車は全体の車重はわずか550 kgで、元々軽量なルノー・4CVからさらに60 kgもの軽量化を果たした。この車両は1953年のディエップラリーで使われ始めた。
レデレの義父で、パリでルノー車のディーラーを営んでいたシャルル・エスコフィエ（Charles Escoffier）の協力を得て、1954年にルノー・スペシャルを基にFRP製のボディを架装した「Le Marquis」を製造した。「レデレ・スペシャル」（Rédélé Speciale）とも呼ばれるこの車両は、後述するA106へと発展する。

### アルピーヌ創業
1955年7月6日、パリにて、アルピーヌ社を創業した。そして、同月に、最初の車両である「アルピーヌ・A106」を発表した。この「106」は、エンジンにルノー・4CVのエンジンである「1062」や「1063」を流用していることから命名した。
A106の市販モデルである「A106ミッレミリア」は1957年に発売され、その成功により、1960年に後継車のA108（ルノー・ドーフィンがベース車）を発売し、ルノーとの関係も一層強化される。
1963年に発売されたアルピーヌ・A110により、同社の名声は飛躍的に高まった。同車は1977年にかけて生産され、その間にラリーやスポーツカーレースで数々の勝利を挙げ、1973年に始まった世界ラリー選手権（WRC）の初年度に、アルピーヌにチャンピオンタイトルをもたらした。

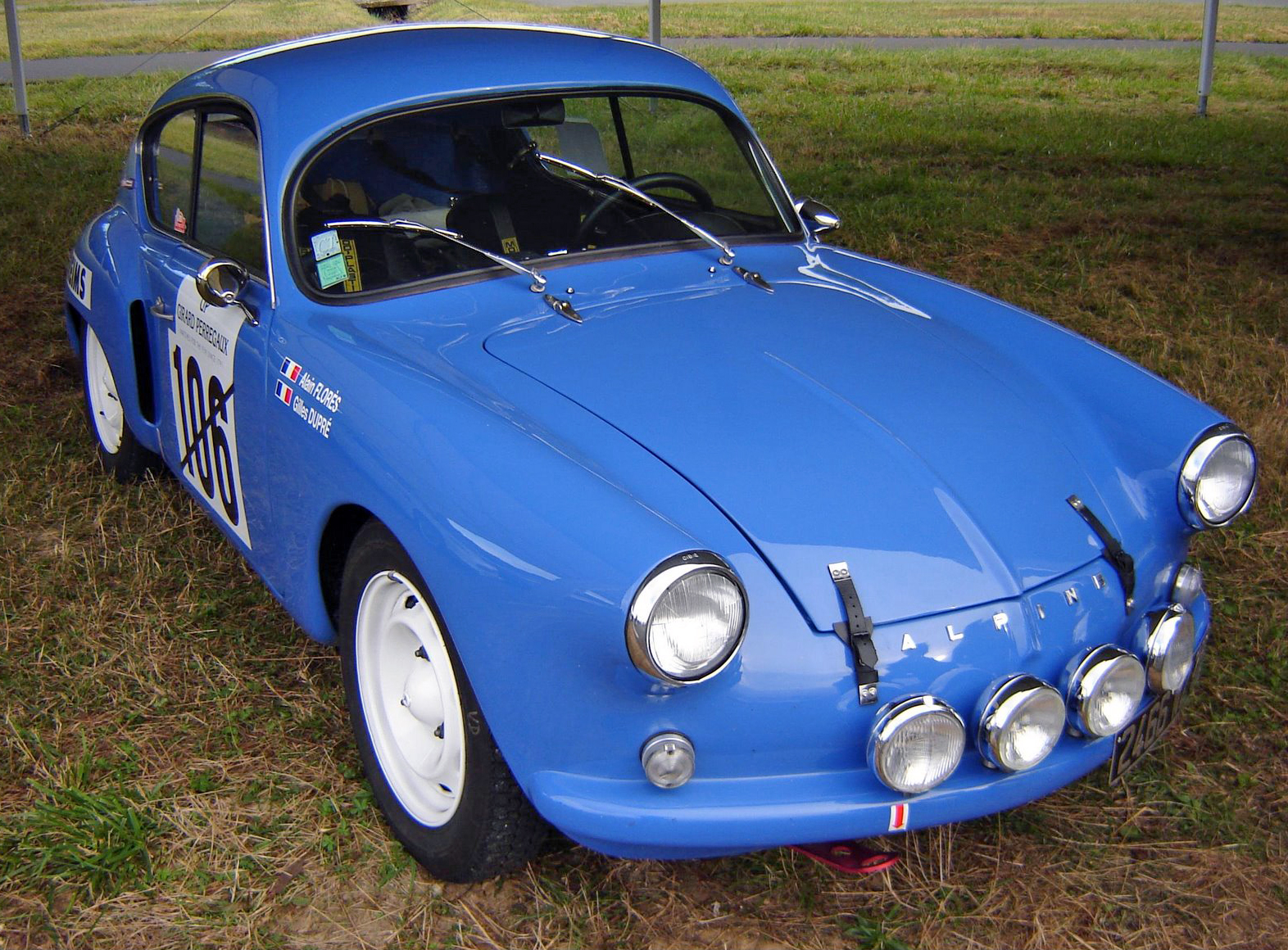
A106ミッレミリア（1957年）
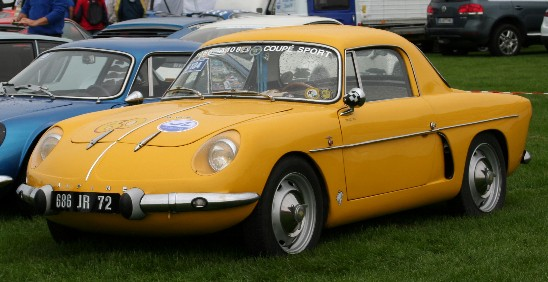
A108（1960年）
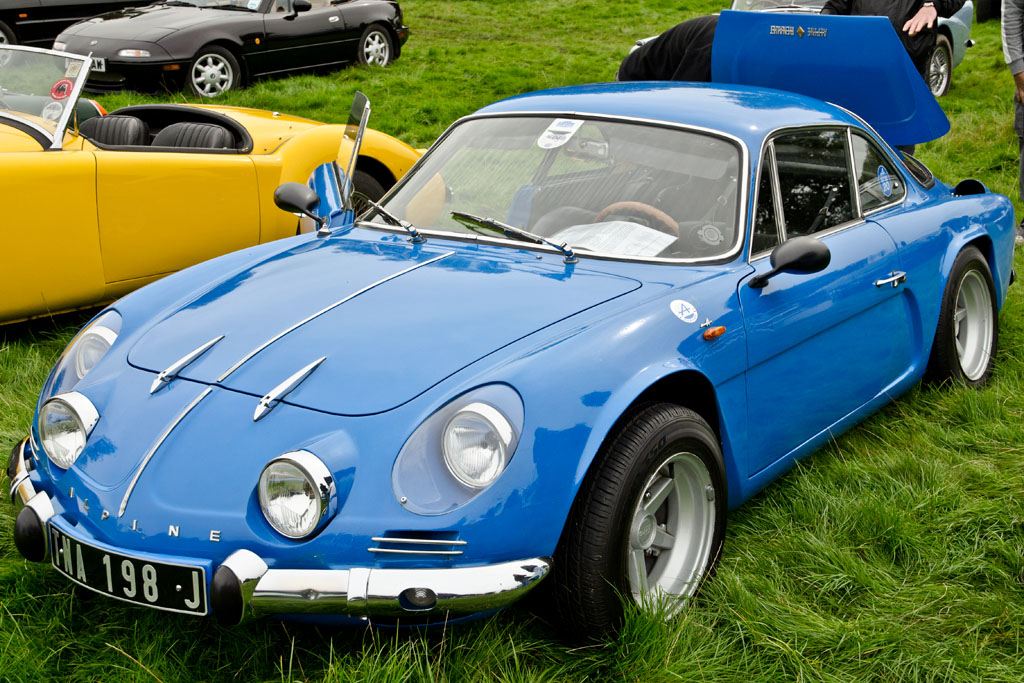
A110（1963年）

### アルピーヌのモータースポーツ

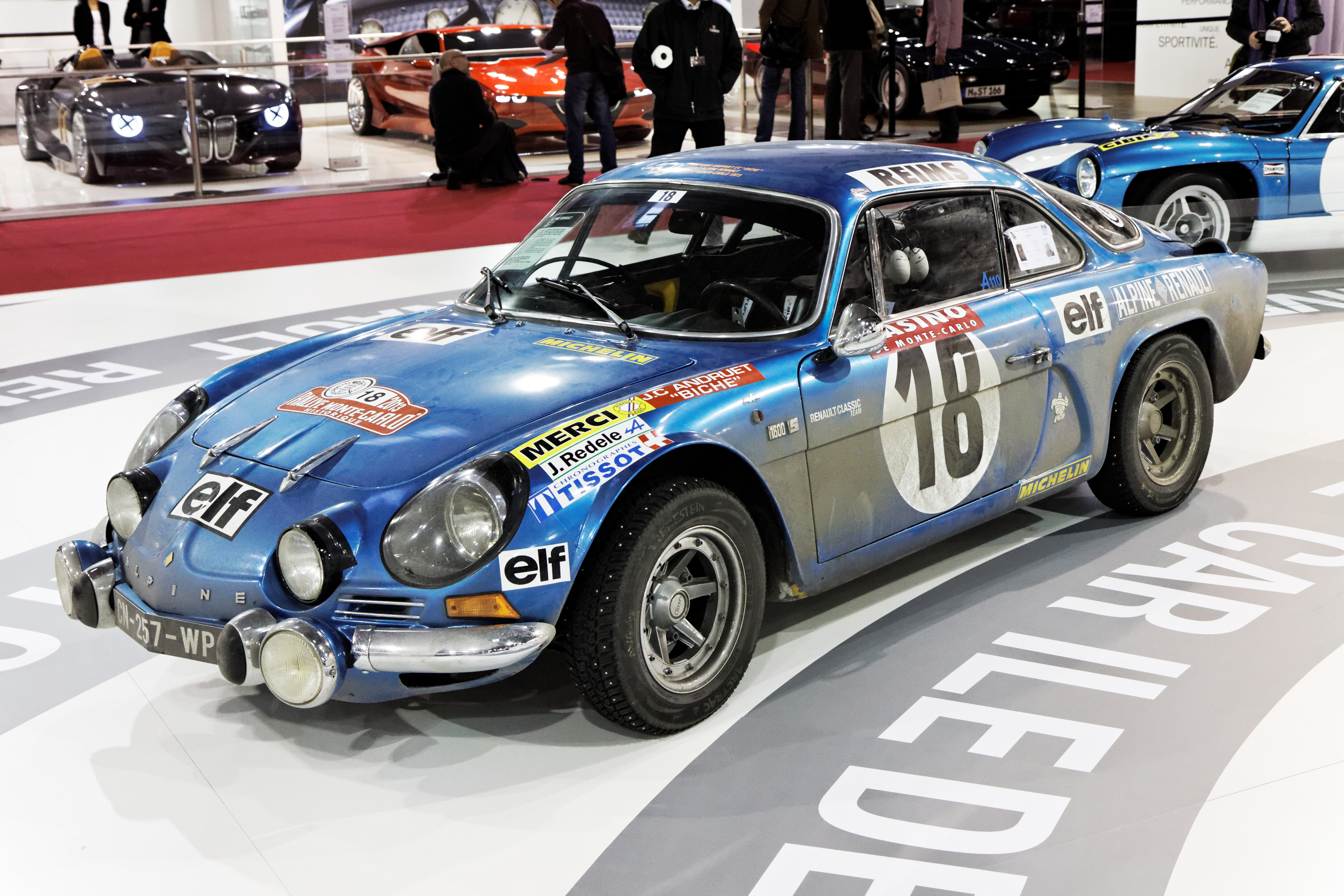
A110ラリー仕様（1971年）

アルピーヌの創業後、レデレは、元々の仕事であるディーラー業は親族やHECパリ時代に得た信頼の置ける友人たちに任せ、アルピーヌについても経営は部下のエティエンヌ・デジャルダン（Etienne Desjardins）に任せ、自身はアルピーヌ社のレース活動の運営に注力した。これはアルピーヌ社とそのブランドにとって、レースにおける名声こそが生命線になると考えたためである。
1960年代末から、レデレが指揮するアルピーヌのモータースポーツ活動はルノーのモータースポーツ活動の一部として扱われるようになり、車両のボンネット前部にもルノーのエンブレムが置かれるようになり、両者の関係は接近していった。

### ルノー傘下入りと引退
1970年代に入ると、1971年に発売にこぎ着けたアルピーヌ・A310の開発が難航したことや、第一次オイルショック（1973年）の影響により、資金繰りが悪化し、アルピーヌ社は財政的な困難を抱えるようになった。
そのため、1973年にアルピーヌの全株式の70%をルノーに売却し、アルピーヌはルノーの傘下となった。
レデレはその後もルノー傘下のディーラーを管理する役割などに携わったが、1975年にアルピーヌの売却を完了し、1978年にルノーを去った。

## レース戦績

### 略歴
| 年    | レース                             | 車両               | 総合順位 | クラス順位 |
| ----- | ---------------------------------- | ------------------ | -------- | ---------- |
| 1950  | モンテカルロラリー                 | ルノー・4CV (1062) | 時間切れ | 時間切れ   |
| 1950  | ディエップ・ルーアンラリー         | ルノー・4CV (1062) | 優勝     | 優勝       |
| 1951  | モンテカルロラリー                 | ルノー・4CV (1063) | 44位     | 4位        |
| 1951  | ディエップラリー                   | ルノー・4CV (1063) | 不明     | 2位        |
| 1951  | ダクスラリー                       | ルノー・4CV (1063) | 優勝     | 優勝       |
| 1951  | ドーフィネラリー                   | ルノー・4CV (1063) | 不明     | 2位        |
| 1951  | エヴィアン・モンブランラリー       | ルノー・4CV (1063) | 18位     | 不明       |
| 1951  | リエージュ・ローマ・リエージュ     | ルノー・4CV (1063) | 12位     | 3位        |
| 1951  | ツール・ド・フランス               | ルノー・4CV (1063) | 18位     | 3位        |
| 1951  | ツール・ド・ベルギー               | ルノー・4CV (1063) | 優勝     | 優勝       |
| 1952  | ミッレミリア                       | ルノー・4CV (1063) | 71位     | 優勝       |
| 1952  | ディエップラリー                   | ルノー・4CV (1063) | 不明     | 6位        |
| 1952  | ル・マン24時間レース               | ルノー・4CV (1063) | 17位     | 4位        |
| 1952  | ツール・ド・フランス               | ルノー・4CV (1063) | 3位      | 優勝       |
| 1953  | モンテカルロラリー                 | ルノー・4CV (1063) | 250位    | 250位      |
| 1953  | ディエップラリー                   | ルノー・スペシャル | 優勝     | 優勝       |
| 1953  | ミッレミリア                       | ルノー・スペシャル | 151位    | 優勝       |
| 1953  | ル・マン24時間レース               | DB・4CV            | DNF      | DNF        |
| 1953  | ルーアングランプリ                 | ルノー・スペシャル | 不明     | 優勝       |
| 1953  | ランス12時間レース                 | ルノー・スペシャル | 不明     | 不明       |
| 1953  | リスボンラリー                     | ルノー・スペシャル | 不明     | 優勝       |
| 1953  | ツール・ド・フランス               | ルノー・スペシャル | -        | 2位        |
| 1953  | スパ・フランコルシャン24時間レース | ルノー・スペシャル | DNF      | DNF        |
| 1954  | ミッレミリア                       | ルノー・スペシャル | 66位     | 優勝       |
| 1954  | アルプスクリテリウム               | ルノー・スペシャル | 2位      | 優勝       |
| 1954  | リエージュ・ローマ・リエージュ     | ルノー・スペシャル | 6位      | 優勝       |
| 1954  | ツール・ド・フランス               | ルノー・スペシャル | 15位     | 2位        |
| 1954  | ラリーステラアルピナ               | ルノー・スペシャル | -        | 優勝       |
| 1955  | セブリング12時間レース             | ルノー・スペシャル | DNF      | DNF        |
| 1955  | ディエップラリー                   | ルノー・スペシャル | 不明     | 23位       |
| 1955  | ミッレミリア                       | アルピーヌ・A106   | 108位    | 2位        |
| 1955  | Coupes des Dolomites               | アルピーヌ・A106   | DNF      | DNF        |
| 1955  | ツール・ド・ベルギー               | アルピーヌ・A106   | DNF      | DNF        |
| 1956  | ミッレミリア                       | ルノー・ドーフィン | DNF      | DNF        |
| 1956  | ツール・ド・フランス               | アルピーヌ・A106   | DNF      | DNF        |
| 1957  | ツール・ド・フランス               | ルノー・ドーフィン | DNF      | DNF        |
| 出典: |                                    |                    |          |            |

### ル・マン24時間レース
| 年     | チーム      | コ・ドライバー | 車両        | クラス | 周回数 | 総合 順位 | クラス 順位 |
| ------ | ----------- | -------------- | ----------- | ------ | ------ | --------- | ----------- |
| 1952年 | RNU・ルノー | Guy Lapchin    | ルノー・4CV | S750   | 178    | 17位      | 4位         |
| 1953年 | RNU・ルノー | Louis Pons     | DB・4CV     | S750   | 35     | DNF       | DNF         |

## 人物
人間的な魅力があった人物だったと言われており、事業の拡大につれて、その多くについて経営を親族や友人たちに委ねたが、そうした人々に裏切られるということが（なぜか）ほとんどなかったという。

### 家族
エミールとマドレーヌという弟と妹がいるほか、第二次世界大戦で孤児となった甥2人（レデレにとっては母方の従弟たち）を両親が引き取ったため、20歳頃には弟妹や従弟たち計4人の世話もした。従弟の一人であるジャック・プリウールには、アルピーヌ創業後にディエップのルノーディーラーを任せることになる。
レデレ自身は、1952年12月にミシェル・エスコフィエ（Michelle Escoffier）と結婚した。イタリアに新婚旅行に行った際、トリノに所在するミケロッティの工房であるカロッツェリア・アレマーノで完成した「ルノー・スペシャル」を引き取った。義父となったシャルル・エスコフィエ（Charles Escoffier）もルノーのディーラーを営んでおり、エスコフィエは「ルノー・スペシャル」から派生した「レデレ・スペシャル」の製造に関与したほか（→#ルノー・スペシャル）、アルピーヌの創業時のオフィスは、パリのフォレスト通りで義父が経営していた「グラン・ガレージ・ド・クリシー」（Grands Garages de Clichy）の2階に置かれた。

## 栄典
- 1969年 ローランド・プジョー賞（フランス・スポーツアカデミー（フランス語版））
- 1970年 国家功労勲章
- 1971年 レジオンドヌール勲章 - シュヴァリエ

## 参考資料
書籍
- 大川悠（編著）『世界の自動車11 シムカ マートラ アルピーヌ その他』二玄社、1971年11月8日。ASIN 4544042119。ISBN 978-4-544-04211-5。 NCID BN13996202。
- 平山暉彦『栄光に彩られたスポーツカーたち [特別限定版]』三樹書房、2000年9月15日。ASIN 4895222616。ISBN 978-4-89522-261-7。 NCID BA54786377。
  - 平山暉彦『栄光に彩られたスポーツカーたち [新装版]』三樹書房、2003年。ASIN 489522371X。ISBN 978-4-89522-371-3。 NCID BA65210771。

雑誌 / ムック
- 『Rally Cars』シリーズ
  - 『Vol.34 Alpine-Renault A110』三栄、2023年9月16日。ASIN B0C6XK9LJY。ISBN 978-4-7796-4866-3。ASB:RLL20230803。

配信動画
- ウナ丼_STRUT_エンスーCARガイド - YouTubeチャンネル
  - 【仏でアルピーヌ特大イベント】A290β EV爆走／A110Rで聖地巡礼／歴代モデル集合. ウナ丼_STRUT_エンスーCARガイド. 26 June 2023.
- Formula 1 - YouTubeチャンネル
  - F1 Origins | Alpine's French Heritage (英語). Formula 1. 12 October 2023.